# 金子香緒里
金子 香緒里（かねこ かおり）は、日本の脚本家。
日本脚本家連盟スクール出身。2017年、東映の芸術職研修契約者採用で脚本家職として同社のテレビ企画制作部に3年間勤務。ラジオドラマの脚本を経て、2018年に『快盗戦隊ルパンレンジャーVS警察戦隊パトレンジャー』で映像作品を初担当。2020年には「ニチアサ」3作品の全てに携わった。

## 参加作品

### 特撮

#### テレビ
- スーパー戦隊シリーズ
  - 快盗戦隊ルパンレンジャーVS警察戦隊パトレンジャー（2018年2月 - 2019年2月、全51話中7話執筆）
  - 騎士竜戦隊リュウソウジャー（2019年3月 - 2020年3月、全48話中3話執筆）
  - 魔進戦隊キラメイジャー（2020年3月 - 2021年2月、全45話中5話執筆）
  - 王様戦隊キングオージャー（2023年3月 - 2024年2月、全50話中2話執筆〈高野水登監修〉）[3]
- 仮面ライダーシリーズ
  - 仮面ライダーガヴ（2024年10月 - ）[4]

#### 配信
- シリーズ怪獣区 ギャラス（2019年2月）
- 仮面ライダーシリーズ
  - RIDER TIME 仮面ライダーシノビ（2019年3月 - 4月、全3話執筆）
  - 仮面ライダーセイバー スピンオフ 剣士列伝（2020年11月 - 12月、全4話執筆）
  - 仮面ライダーセイバー スピンオフ 仮面ライダーサーベラ&デュランダル（2022年11月）
  - ギーツエクストラ 仮面ライダータイクーン meets 仮面ライダーシノビ（2023年6月）[5]
- スーパー戦隊シリーズ
  - 王様戦隊キングオージャー IN SPACE（2024年11月）[6]

#### オリジナルビデオ
- 王様戦隊キングオージャーVSキョウリュウジャー（2024年10月）[7]

### テレビドラマ
- 警視庁・捜査一課長 season3（2018年4月 - 6月、全10話中1話執筆）

### アニメ
- プリキュアシリーズ
  - ヒーリングっど♥プリキュア（2020年2月 - 2021年2月、全45話中2話執筆）
  - デリシャスパーティ♡プリキュア（2022年2月 - 2023年1月、全45話中9話執筆）

### 舞台
- シアターGロッソ
  - 「快盗戦隊ルパンレンジャーVS警察戦隊パトレンジャー」第5弾（2019年1月 - 3月）
  - 「騎士竜戦隊リュウソウジャー」第3弾（2019年7月 - 9月、11月 - 2020年1月）
  - 「王様戦隊キングオージャー」第4弾（2024年2月-3月）
  - 「爆上戦隊ブンブンジャー」第3弾　（2024年11月30-12月30日、2025年1月2日-2月2日）

### 電子書籍
- シリーズ怪獣区 ギャラス（2020年9月）
- シリーズ怪獣区 ネゴー（2020年11月）
- 別冊 仮面ライダーセイバー 萬画 仮面ライダーバスター（2021年2月 - 5月）